# Guaiacum coulteri
El palo santo (Guaiacum coulteri) es un arbusto perteneciente a la familia  Zygophyllaceae. Es endémico de la costa occidental de México (Jalisco, Nayarit, Sinaloa y Sonora, llegando hasta Oaxaca). Es una de las maderas más duras y que ha sido muy aprovechado y comercializado muy intensamente durante décadas, debido a sus propiedades medicinales contra la sífilis y la artritis también como antiinflamatorio, diurético, laxante y anticancerígeno.

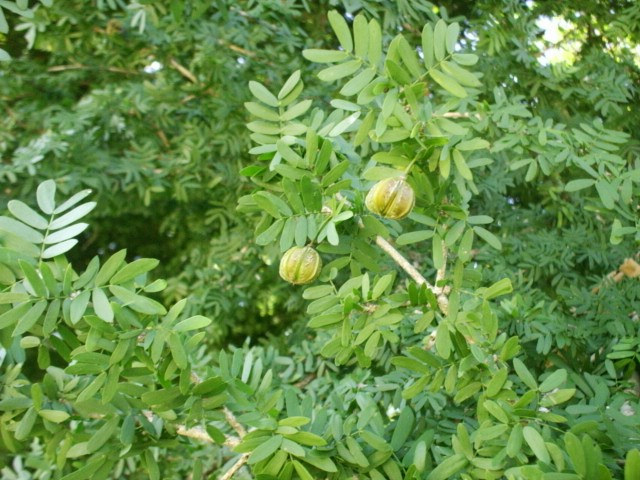
Vista de la planta

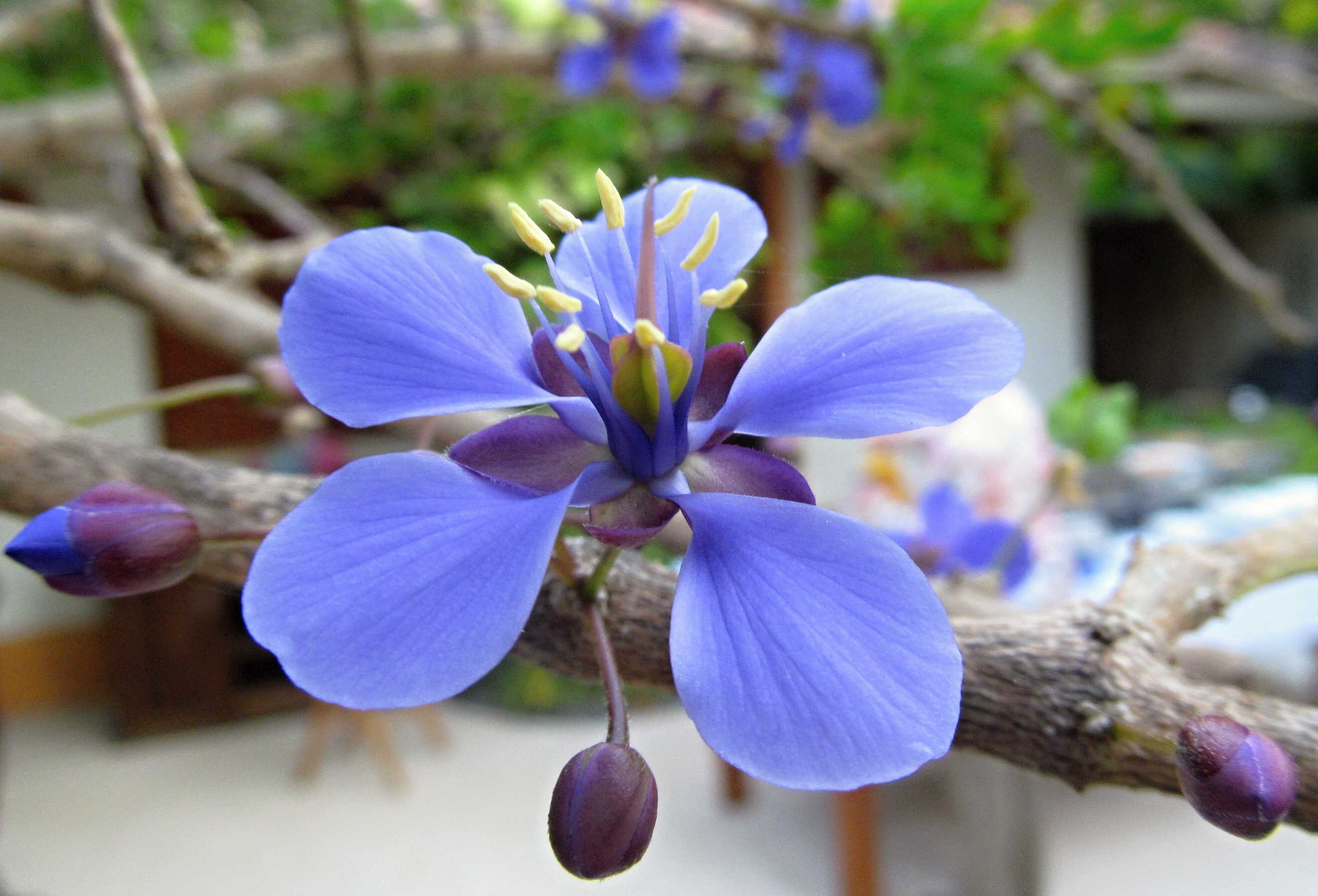
Flor

## Descripción

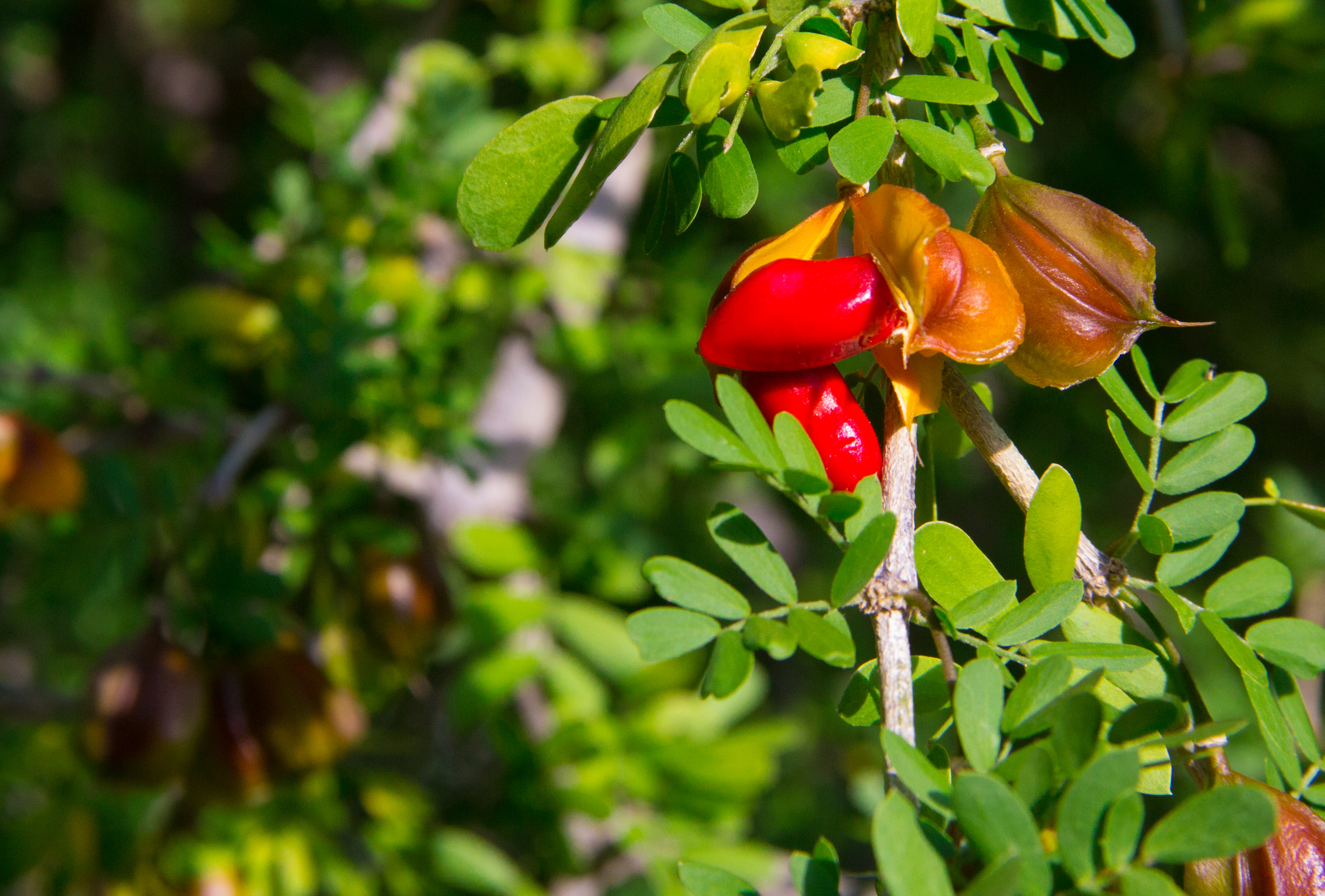
El fruto es una cápsula ovoide de color amarillo anaranjado y las semillas negruzcas están envueltas en un arilo rojo vivo.

El Guaiacum coulteri es un árbol siempreverde que puede alcanzar 25 metros de altura, aunque por lo general es mucho menor. La corteza de su tronco es blanquecina con fisuras superficiales verticales, mientras que la de sus ramas es grisácea. Tiene hojas opuestas, paripinnadas, coriáceas, de color verde oscuro. Las flores, pentámeras y de color azul o púrpura, se disponen en inflorescencias fasciculadas terminales en primavera y otoño. El fruto es una cápsula ovoide de color amarillo anaranjado, que encierra semillas negruzcas envueltas en un arilo de color rojo vivo.

## Propiedades
En un ensayo, con conejos, de doce plantas mexicanas con propiedades antidiabéticas reputados, fue la más eficaz en la reducción de la hiperglucemia.

## Taxonomía
Guaiacum coulteri fue descrita por Samuel Frederick Gray y publicado en Plantae Novae Thurberianae 312. 1854.
Etimología
Guaiacum: nombre genérico que tiene su origen en el lenguaje maipureano, que es hablado por los Taínos de Las Bahamas; y que fue adoptado al inglés en 1533, como la primera palabra en esta lengua de origen americano.
coulteri: epíteto
Sinonimia
- Guaiacum coulteri var. palmeri I.M.Johnst.
- Guaiacum parvifolium Planch. ex A.Gray
- Guaiacum planchonii A.Gray ex Rydb. & Vail[7]